# Иванов, Илья Ильич
Илья Ильич Иванов (29 августа 1904 года — 31 марта 1977 года) — советский биохимик, академик АМН СССР (1974).

## Биография
Родился 29 августа 1904 года.
В 1929 году окончил химическое отделение физико-математического факультета МГУ.
До 1940 года работал ассистентом, научным сотрудником в научно-исследовательских учреждениях Минска, Новосибирска, Москвы.
С 1940 года — заведующий кафедрой биохимии Киргизского медицинского института и одновременно заведующий лабораторией биохимии Химического института Киргизского филиала АН СССР (г. Фрунзе).
С 1945 года — профессор кафедры биохимии 1-го ММИ, с 1952 по 1955 годы — заведующий лабораторией биохимии Института биофизики Минздрава СССР и одновременно заведующий кафедрой биохимии ЦИУВ.
В дальнейшем возглавлял кафедру биохимии в Ленинградском педиатрическом медицинском институте (до 1962 года) и в ВМА имени С. М. Кирова (до 1977 года).
В 1943 году защитил докторскую диссертацию, в 1946 году — присвоено учёное звание профессора.
В 1963 году избран членом-корреспондентом, а в 1974 году — академиком АМН СССР.
Умер 31 марта 1977 года. Похоронен в Ленинграде на Богословском кладбище.

## Научная деятельность
Специалист в области биохимии.
Автор около 180 научных работ, в том числе 7 монографий, посвященных биохимии подвижных клеток (сперматозоидов, трипаносом), мышц, лучевых поражений и злокачественных новообразований, а также клинической энзимологии и биохимии гельминтов.
Вел изучение фракционного состава белков мышц на разных стадиях онтогенеза в норме и при некоторых патологических состояниях, разработал метод выделения и исследования фракций мышечных белков, биохимический тест для оценки степени нарушения сократительной функции мышц при последствиях полиомиелита.
В исследованиях по биохимии подвижных клеток показал возможность движения сперматозоидов млекопитающих в анаэробных условиях, выявил взаимосвязь между аэробным и анаэробным обменом у семенных клеток, характер их эндогенных энергетических субстратов, а также роль аденозинтрифосфата в обмене и его влияние на двигательную функцию сперматозоида.
Итоги его работы обобщены в монографиях «Химическая динамика мышц и подвижных клеток» (1950) и «Биохимия и патобиохимия мышц» (1961).
Сформулировал общую теорию развития лучевых поражений на поздних стадиях лучевой болезни, связав их с повреждением ядерной ДНК и нарушением процессов транскрипции информационной РНК. Результаты этих исследований обобщены в монографиях «Практическое руководство по применению радиоактивных изотопов в биологии и медицине» (1955) и «Обмен веществ при лучевой болезни» (1956).
Соавтор учебника по биохимии для медвузов (совместно с Б. И. Збарским и С. Р. Мардашевым), дважды удостоенного диплома М3 СССР (1 — 5-е издания).
Под его руководством выполнено 42 диссертации, в том числе 12 докторских.
Был членом президиума Центрального совета Всесоюзного биохимического общества, членом Международного союза по частной и прикладной химии.

### Сочинения
- Химическая динамика мышц и подвижных клеток, М., 1950;
- Обмен веществ при лучевой болезни, М., 1956 (совместно с др.);
- Биохимия и патобиохимия мышц, Л., 1961 (совместно с Юрьевым В. А.);
- Введение в клиническую биохимию, Л., 1969 (совместно с др.);
- Биологическая химия, Л., 1972 (совместно с др.);
- Введение в клиническую энзимологию, Л., 1974 (совместно с др.).

## Награды
- Орден Ленина
- Орден «Знак Почёта»
- Премия имени В. С. Гулевича АМН СССР (1978)[2]
- медали.